# Gismonda
Gismonda és una òpera en tres actes i 4 quadres amb música d'Henry Février sobre un llibret d'Henri Cain i Louis Payen, basat en Gismonda de Victorien Sardou. Es va estrenar el 14 de gener de 1919 a l'Auditori de Chicago (primera versió) i el 15 d'octubre de 1919 en l'Opéra-Comique de París.